# Timalia pileata
Timalia pileata е вид птица от семейство Timaliidae, единствен представител на род Timalia.

## Разпространение
Видът е разпространен в Бангладеш, Виетнам, Индия, Индонезия, Камбоджа, Китай, Лаос, Мианмар, Непал и Тайланд.